# Avicularia metallica
Avicularia metallica är en spindelart som beskrevs av Anton Ausserer 1875. Avicularia metallica ingår i släktet Avicularia och familjen fågelspindlar.
Artens utbredningsområde är Surinam. Inga underarter finns listade.

## Bildgalleri

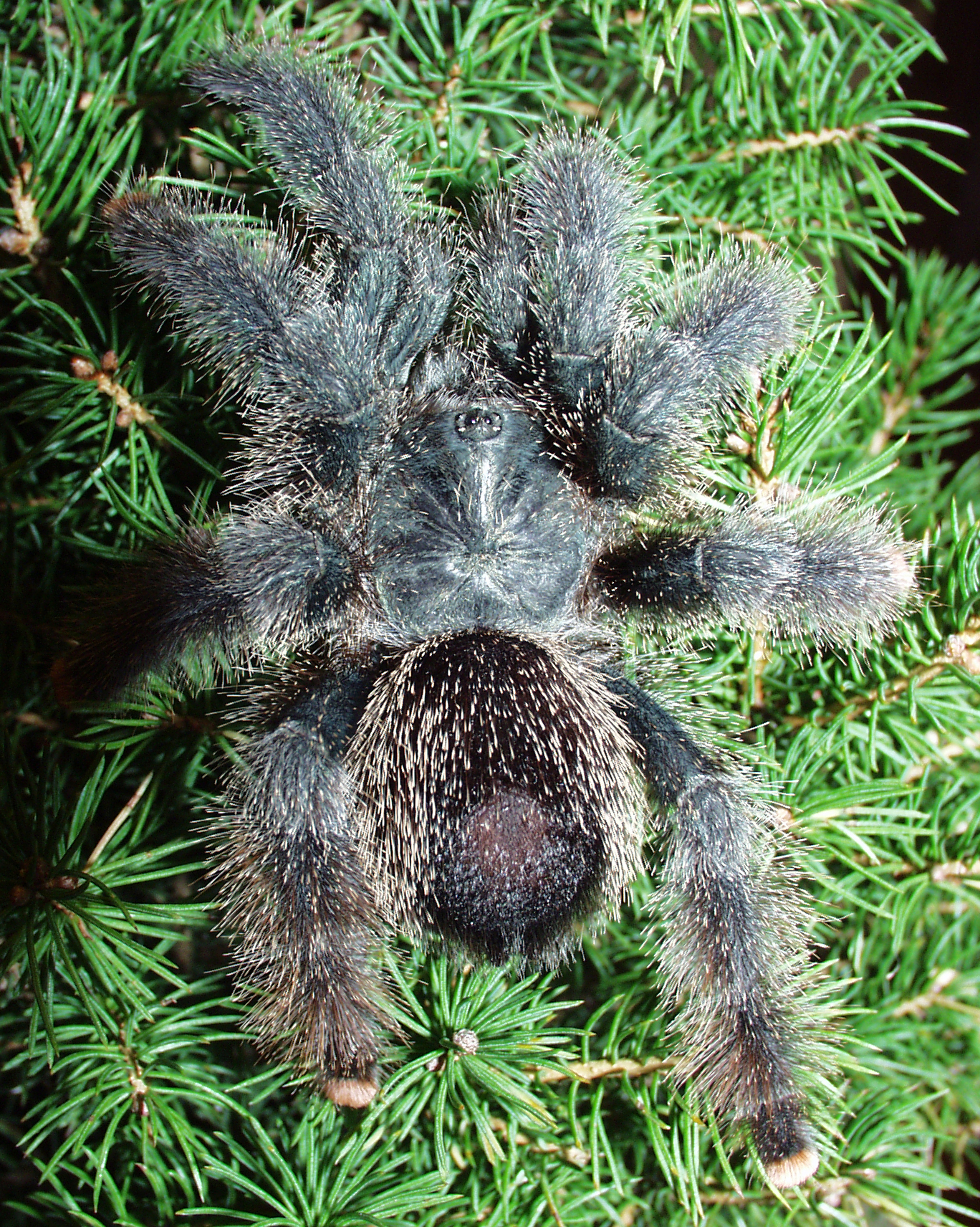
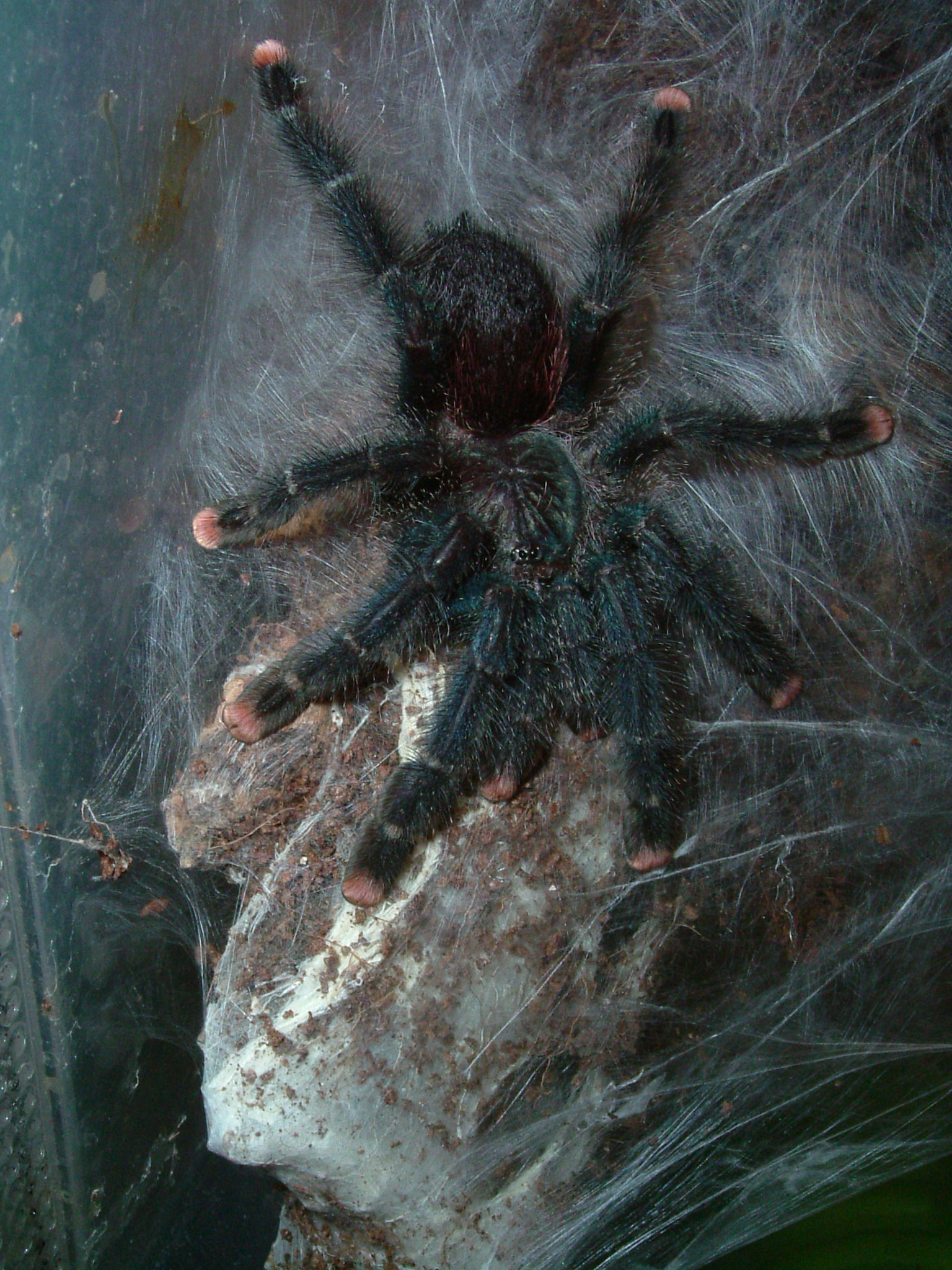
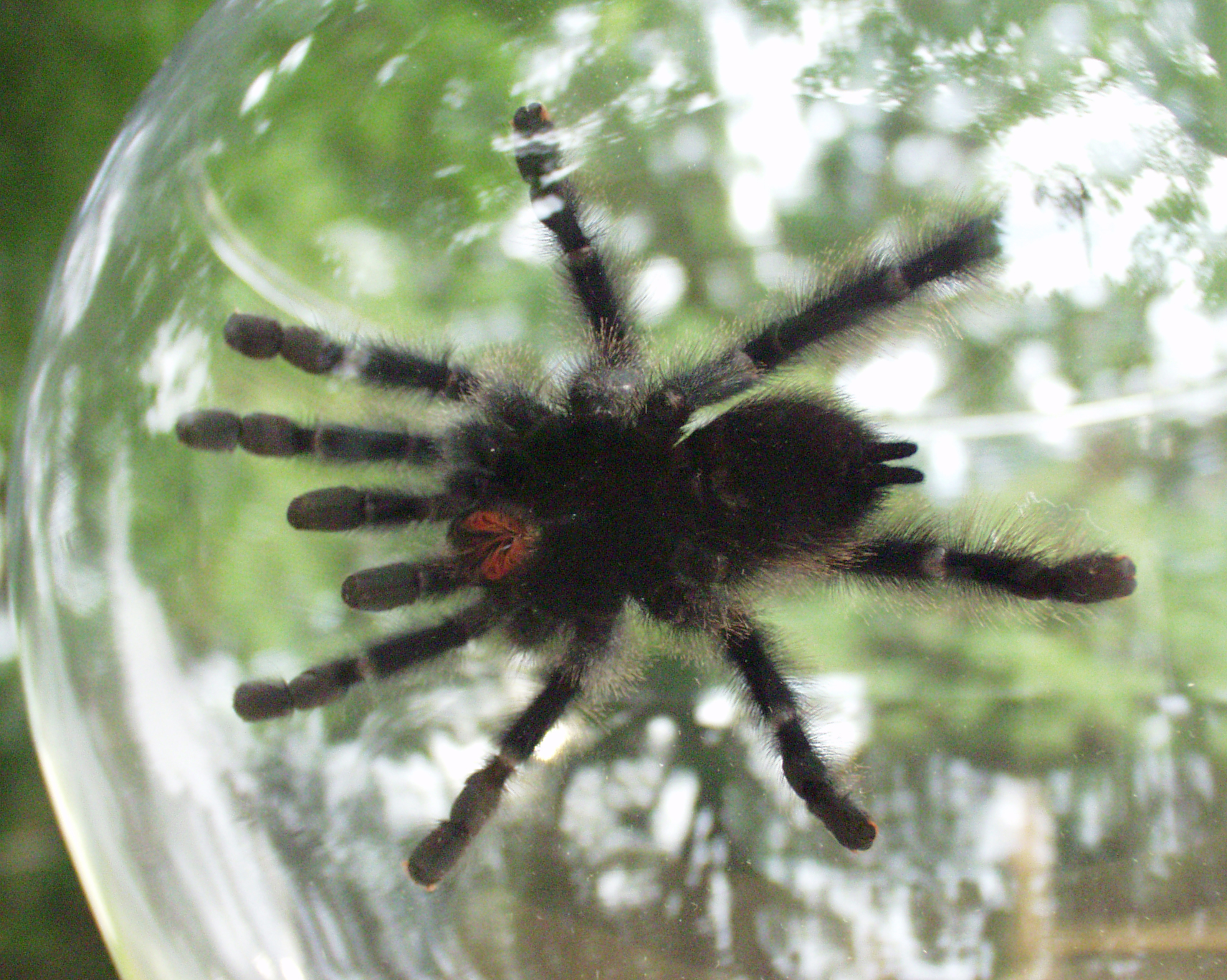
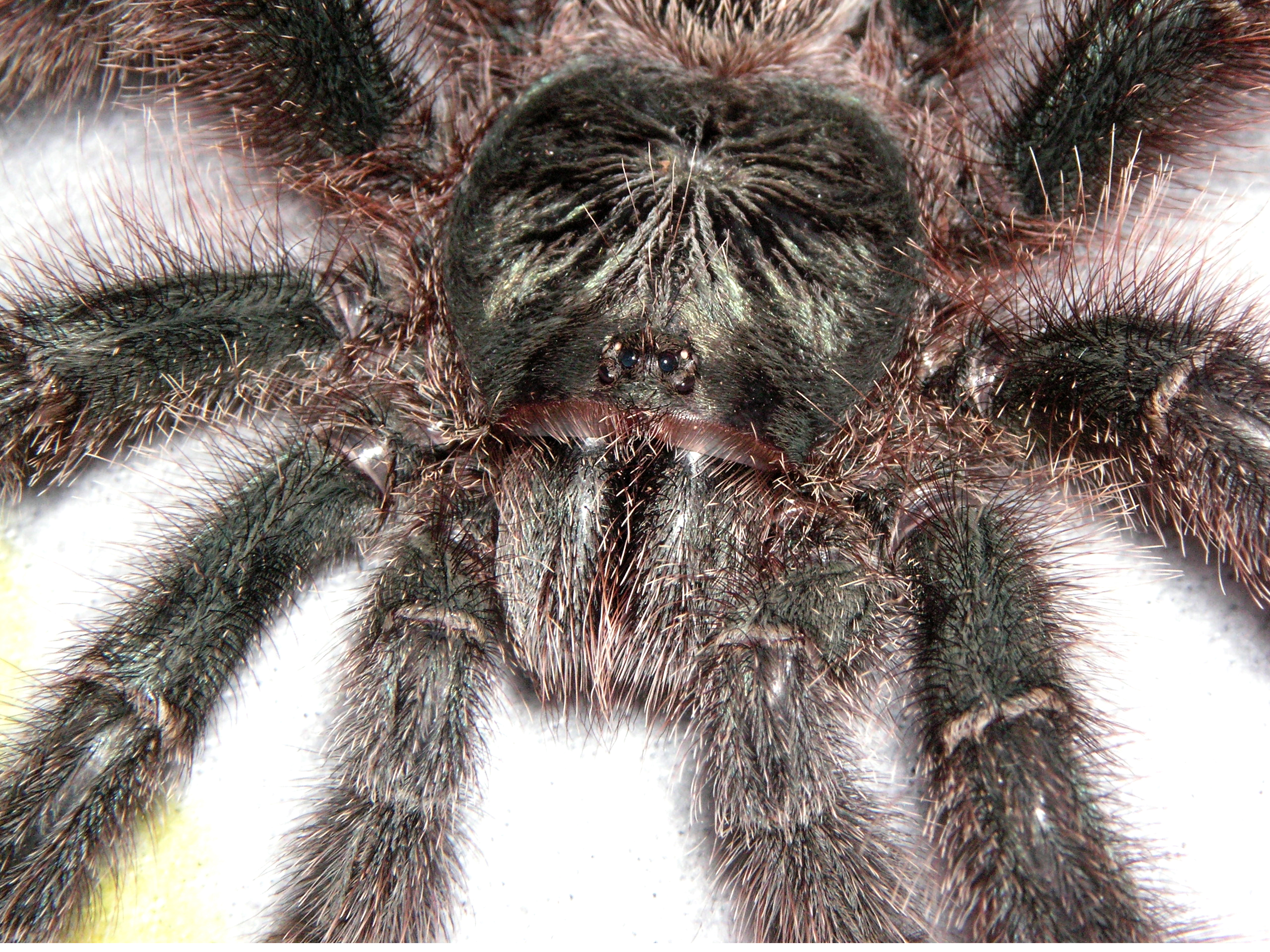
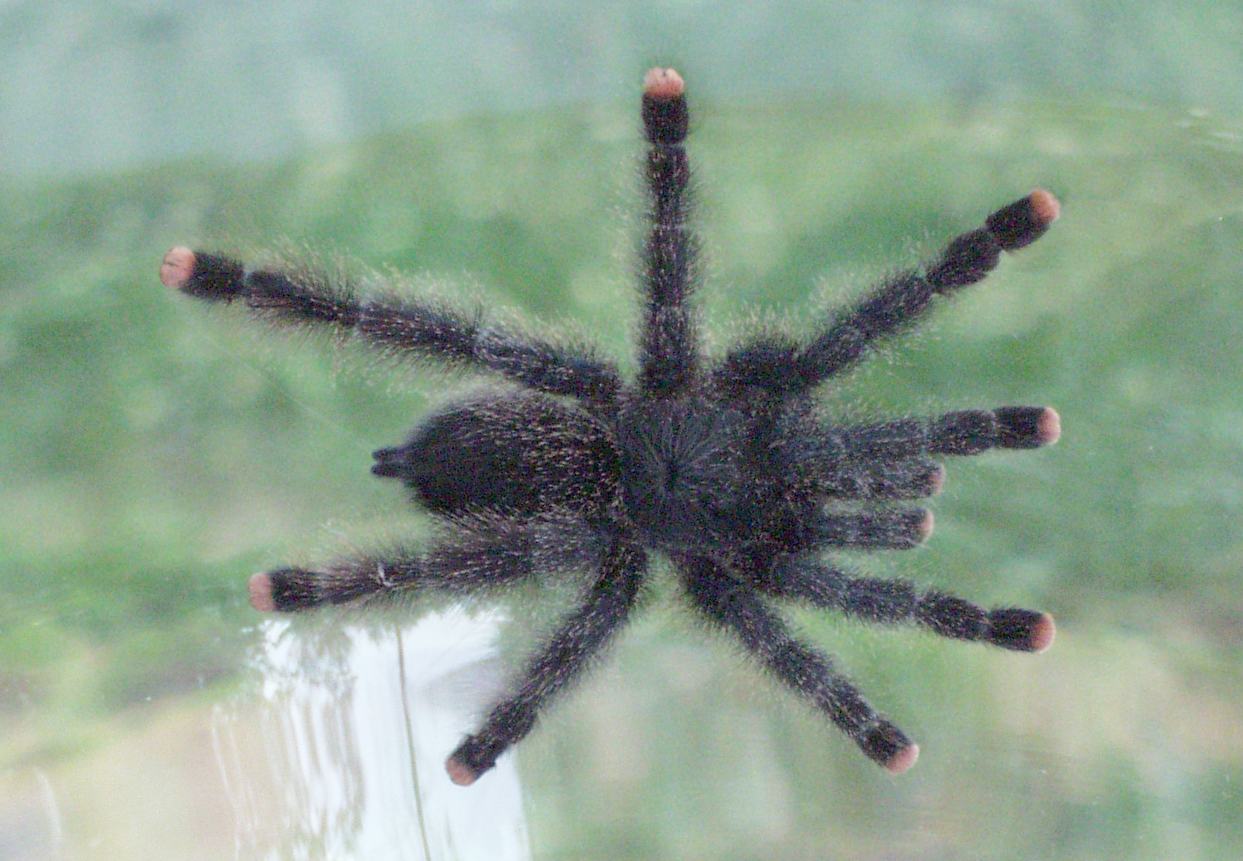
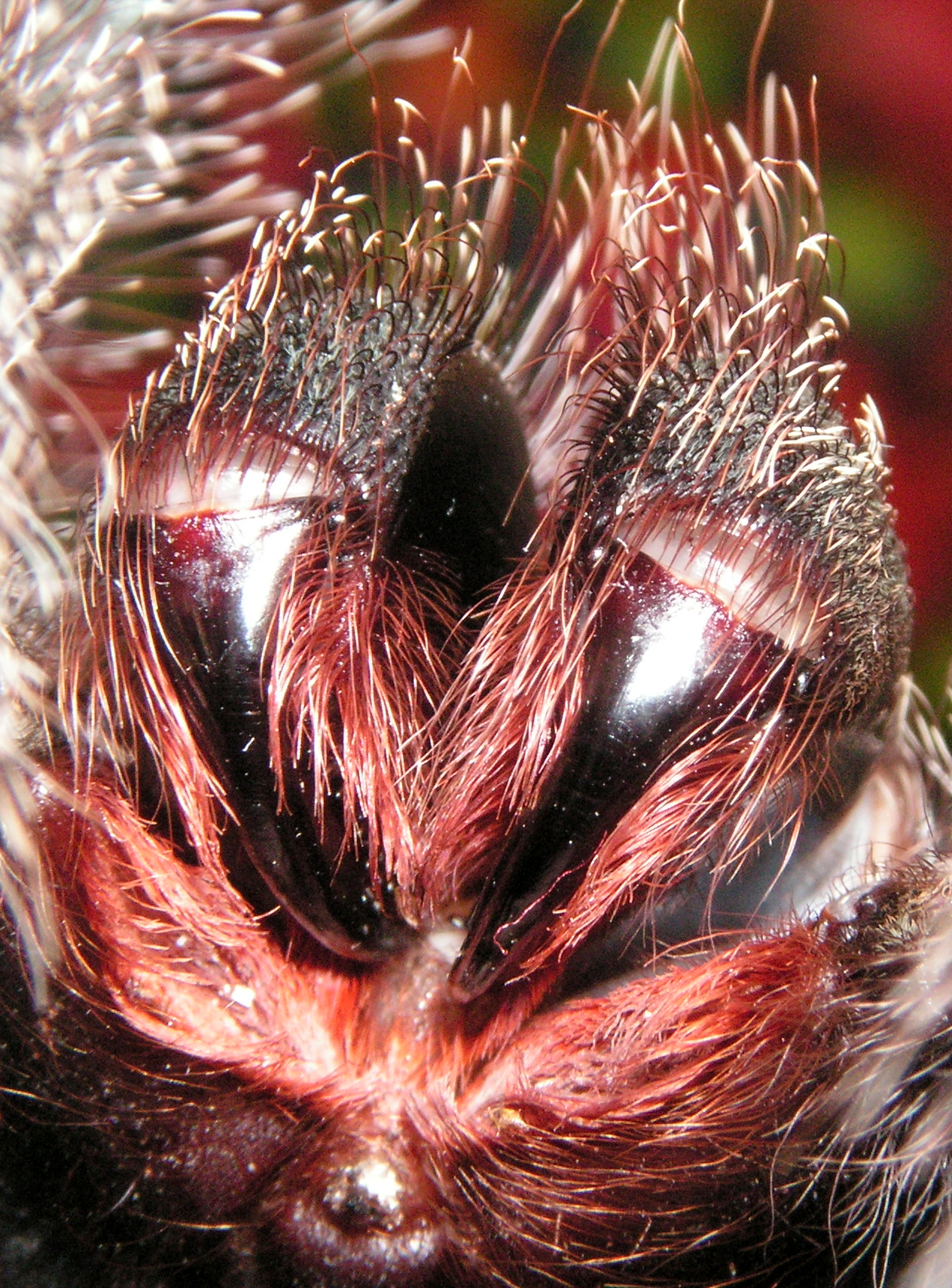